# Abdellah Benaïcha
Pour les articles homonymes, voir Benaïcha.
Abdellah Benaïcha ou Ben Aïcha, connu en Europe sous le nom de Benache, né en 1646 et mort en 1713, est un célèbre corsaire Salétin, amiral et ambassadeur marocain en France et en Angleterre au XVIIe siècle. Il a mené de lointaines expéditions contre les vaisseaux chrétiens.

## Biographie
En 1695, Abdellah Benaïcha est nommé ambassadeur à la cour de France, auprès de Louis XIV, le Raïs Fennich fut un membre de l'ambassade. Cette année-là, fut le dernier succès du rais salétin; il prit un navire portugais à São Miguel, il meurt noyé avec tout son équipage à São Miguel,,.
Abdellah partit pour la France le 11 novembre 1698 afin de négocier un traité. Il parlait espagnol et anglais couramment, mais pas le français. Son ambassade est la suite de la visite de François Pidou de Saint-Olon au Maroc en 1689 (Relation de l'Empire du Maroc , 1695). Il rencontre le roi Louis XIV le 16 février 1699. Il a été accueilli chaleureusement à Paris et a visité de nombreux monuments. Il a également rencontré le roi d'Angleterre détrôné Jacques II, alors exilé en France, qu'il avait apparemment connu dans sa jeunesse quand il avait été un esclave musulman en Angleterre.
L'une des missions principales d'Abdellah fut d'obtenir un accord pour éviter la capture des musulmans par les navires français et de libérer les esclaves musulmans employés dans les galères. Louis XIV a toutefois nié ce traité et au contraire se vantait à propos de son pouvoir au roi du Maroc. Après le retour d'Abdellah au Maroc, de nombreuses lettres ont continué à être échangés entre la France et le Maroc. Le souverain Moulay Ismail a même offert à Jacques II un soutien militaire pour l'aider à regagner le trône d'Angleterre s'il acceptait de se convertir à l'Islam, ou du moins au protestantisme.

## Expéditions

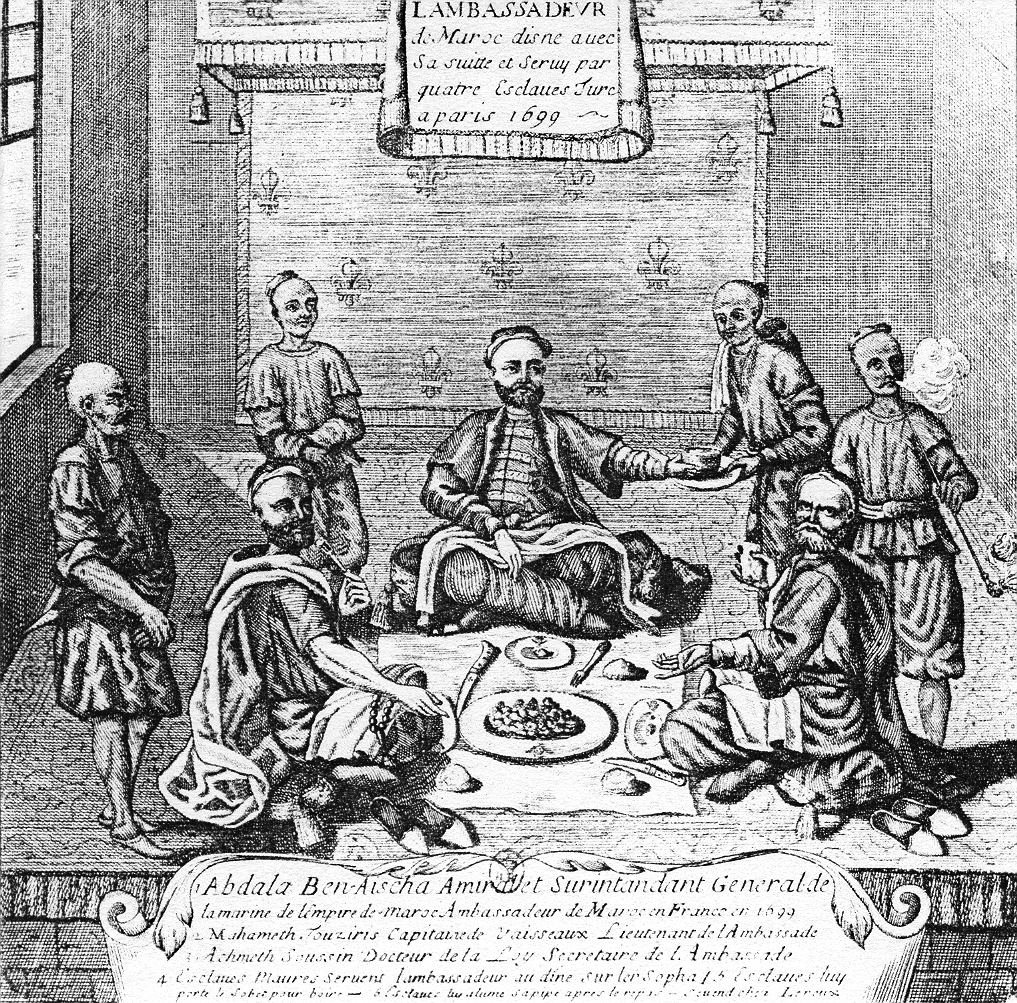
Abdellah Benaïcha à Paris en 1699.

En septembre 1691, Rais Fennich en compagnie de Abdallah Benaïcha s'emparèrent aux Îles Canaries, de quatre vaisseaux: un Français, un Génois et deux Anglais. Après cette opération Fennich devint le bras droit (vice amiral) de l'Amiral Benaïcha,. Dans la même année, il captura un bateau anglais qui se rendait aux Île de Madère pour charger du vin,.

### Sources littéraires
1. 1 2  Doukkali, p. 183